# Shimpling, Norfolk
Shimpling är en by i civil parish Burston and Shimpling, i distriktet South Norfolk, i grevskapet Norfolk i England. Byn är belägen 5 km från Diss. Shimpling var en civil parish fram till 1935 när blev den en del av Burston. Civil parish hade 134 invånare år 1931. Byn nämndes i Domedagsboken (Domesday Book) år 1086, och kallades då Simplinga(ham).